# Flagsang
Flagsang (vlaggelied) is een lied gecomponeerd door Johan Halvorsen. Hij schreef het op tekst van Johan Fahlstrøm. Het lied is waarschijnlijk nooit publiekelijk uitgevoerd en alleen in manuscriptvorm bewaard gebleven. Op het titelblad wordt ook de naam Alma Fahlstrøm, een actrice en echtgenote van Johan, genoemd.  Het is wellicht een stuk geschreven voor een privé-aangelegenheid of voor de verkiezingen in Noorwegen van 1915. De tekst begint met "Zon, schijn op onze vlag, die vrije, die trotse, die zuivere…".
Ook het vorige werk Valgsang heeft met die verkiezingen te maken (Valg betekent verkiezing). Het is geschreven als lied op tekst van Vilhelm Krag, maar er is niets van op papier teruggevonden.  